# Gutleutbach
Der Gutleutbach  ist ein neun Kilometer langer westsüdwestlicher, orographisch rechter Zufluss des Leiselsbachs im rheinland-pfälzischen Donnersbergkreis.

## Geographie

### Verlauf
Der Gutleutbach entspringt östlich des 435,2 m hohen Bollerbergs auf einer Höhe von 389 m ü. NHN im Waldgewann Wolfskaut. Seine Quelle liegt in einem Wald auf dem Gebiet der Gemeinde Bolanden, die zur Verbandsgemeinde Kirchheimbolanden gehört.
Er fließt zunächst in östlicher Richtung durch den Wald am nördlichen Fuße des Müllbergs (413,4 m) entlang. Südlich des Schwarzfelsens markiert er für knapp einen Kilometer die Gemeindegrenze von Bolanden im Süden und  Kirchheimbolanden im Norden. Er läuft nun im Gebiet von Kirchheimbolanden zwischen den Jungen Bauwald auf seiner linken Seite und dem Alten Bauwald  auf der rechten durch das Gewann Kohlbrück und richtet dann seine Laufrichtung nach Südosten aus, um  danach etwa einen halben Kilometer bachabwärts wieder die östliche Richtung einzuschlagen. Er zieht nun am Südrand des Staatsforsts Weidaserwald entlang und wird dabei auf seiner rechten Seite von einem namenlosen Bächlein gespeist. 
Der Gutleutbach läuft nun, begleitet von Gehölz, durch Felder und Wiesen und erreicht dann den Südrand von Kirchheimbolanden, wo er erst an einen Sportplatz vorbei und dann durch eine Feuchtwiese fließt. Der Bach unterquert nun das Gelände der BorgWarner Turbo Systems GmbH, gleich darauf die L 401 und etwas später noch die A 63. Er wechselt dann nach Nordosten und passiert die Gemeindegrenze von Kirchheimbolanden nach Bischheim. Danach zieht er durch Äcker und Felder und wird auf seiner linken Seite vom Rußbach verstärkt.
Der Gutleutbach fließt nun östlich der L 386 am Südostrand von Bischheim entlang und mündet schließlich östlich von Bischheim und westlich der Kupfermühle auf einer Höhe von 216 m ü. NHN von rechts in den Leiselsbach.

### Einzugsgebiet
Das 13,763 km² große Einzugsgebiet des Gutleutbachs liegt im Nordpfälzer Bergland sowie im Rheinhessischen Tafel- und Hügelland und wird durch ihn über den Leiselsbach, die Pfrimm und den Rhein zur Nordsee entwässert.
Die höchste Erhebung ist der Kuhkopf mit einer Höhe von 430,7 m ü. NHN im Westen des Einzugsgebiets.

### Zuflüsse
- Rußbach (links), 1,2 km, 2,62  km²